# 八木林作

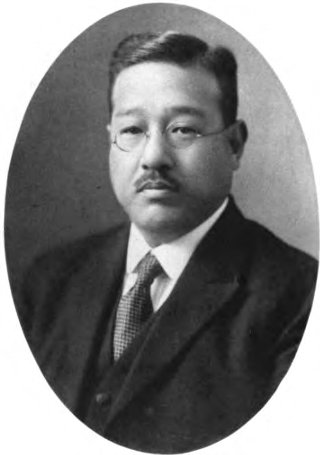
八木林作

八木 林作（やぎ りんさく、1883年（明治16年）8月1日 - 1974年（昭和49年）6月11日）は、日本の内務官僚。官選島根県知事、尼崎市長。

## 経歴
京都府天田郡出身。八木新造の六男として生まれる。第三高等学校を卒業。1909年、東京帝国大学法科大学法律学科（独法）を卒業。同年11月、文官高等試験行政科試験に合格。内務省に入省し北海道庁属となる。
以後、北海道庁事務官補・同理事官、栃木県理事官、兵庫県事務官、朝鮮総督府道事務官、山梨県警察部長、高知県内務部長、石川県内務部長、兵庫県書記官・警察部長、長崎県書記官・内務部長などを歴任。
1927年5月、島根県知事に就任。1928年7月、第四次産業計画を決定。浜田漁港の修築を推進。1929年9月、知事を休職となる。1931年12月、島根県知事に再任。県財政の立て直しのため、県立学校の整理・統廃合を計画。1932年6月28日、知事を休職となる。同年に退官。
1943年7月、尼崎市長に就任し、1946年11月、公選市長の導入により退任した。その後、公職追放となった。